# Josipa Bokanović
Josipa Bokanović (* 19. März 1991 in Köln, Deutschland) ist eine ehemalige kroatische Fußballspielerin.

## Karriere

### Verein
Bokanović startete ihre Karriere in der Jugend des SC Fortuna Köln. 2008, 2009 und 2010 nahm sie – jeweils mit der Auswahl des Fußballverbands Mittelrhein – am U-20-Länderpokal teil. Für Fortuna Köln bestritt sie zwischen 2007 und 2010 insgesamt 42 Partien in der Regionalliga West. Im Sommer 2010 wechselte sie zu Bayer 04 Leverkusen, für dessen Zweitvertretung sie bis 2018 ebenfalls in der Regionalliga spielt. 2020 beendete sie ihre aktive Karriere.

### Nationalmannschaft
Ihr Länderspieldebüt für die Kroatische Fußballnationalmannschaft der Frauen gab sie am 9. Mai 2010 gegen die Auswahl von Serbien. In diesem Spiel erzielte sie auch ihr einziges Länderspieltor.